# Hugo Kraas
Hugo Kraas (25 janvier 1911 - 20 février 1980) était un commandant SS et major-général allemand pendant la Seconde Guerre mondiale. Il a servi dans la 1re division blindée SS Leibstandarte SS Adolf Hitler et a été le dernier commandant de la division SS Hitlerjugend. Kraas était récipiendaire de la Croix de chevalier de la croix de fer avec feuilles de chêne. Après la guerre, Kraas a fait l'objet d'une enquête par les autorités italiennes et allemandes pour l'assassinat de Juifs italiens en 1943.

## Carrière
Né en 1911 à Witten, il était l'aîné des six fils du professeur principal Franz Albert Kraas († mars 1932) et sa femme Maria Christine. Il fait des études pour devenir professeur, qu'il abandonne à la mort de son père pour s'occuper de sa famille.
Kraas rejoint le parti nazi (membre n ° 2 204 561) et la Sturmabteilung (SA) en 1934. En 1938, il est affecté à la 1re division blindée SS Leibstandarte (LSSAH). Avec la LSSAH, Kraas participe à l'invasion de la Pologne où il reçoit la Croix de fer de deuxième classe. Il reçoit la Croix de fer de première classe après la bataille des Pays-Bas. Il participe à la campagne des Balkans et à l'opération Barbarossa. En décembre 1941, Kraas reçoit la Croix allemande en or. En 1943, il a participe à la troisième bataille de Kharkov. Il est décoré de la Croix de chevalier de la croix de fer pour son rôle dans cette opération en mars 1943. En janvier 1944, il reçoit la Croix de chevalier de la croix de fer avec feuilles de chêne. Le 8 mai 1945, il se rend aux forces américaines avec la 12e division SS Panzer, près de Linz. Il est libéré en septembre 1948. Après sa libération, Kraas est à la tête d'un foyer pour enfants et membre de l'association HIAG. Il meurt en 1980 à Selk.

## Crimes de guerre
Avec d'autres membres de la LSSAH, Kraas a fait l'objet d'une enquête pour le meurtre de plusieurs dizaines de Juifs italiens le 25 septembre 1943. Il est jugé par contumace et déclaré coupable en Italie en 1955. Une enquête a également été ouverte en Allemagne de l'Ouest en 1965, mais est classée sans suite par manque de preuves.

## Décorations
- Croix de fer 2e classe (16 octobre 1939) & 1re classe (25 mai 1940)
- Croix allemande en or le 26 décembre 1941 comme SS-Hauptsturmführer dans le bataillon Aufklärungs-Abteilung "Leibstandarte SS Adolf Hitler"
- Croix de chevalier de la croix de fer avec feuilles de chêne
  - Croix de fer le 28 mars 1943 comme SS-Sturmbannführer et commandant du I./2. SS-Panzergrenadier-Regiment / Panzergrenadier-Division "Leibstandarte SS Adolf Hitler"
  - Feuilles de chêne le 24 janvier 1944 comme SS-Obersturmbannführer et commandant du SS-Panzergrenadier-Regiment 2 "Leibstandarte SS Adolf Hitler"